# Grönländischer Film
Ein kontinuierliche Produktion grönländischer Filme unter überwiegender Beteiligung grönländischer Produzenten, Regisseure und Darsteller gibt es erst seit 2009. Filme mit grönländischen oder dänischen Regisseuren und Schauspielern wurden jedoch bereits in der dänischen Kolonialzeit gedreht, wobei klischeehafte Darstellungen nicht ausblieben. Erst längere Zeit nach der Erringung der inneren Autonomie begann 1979 der Aufbau einer Filmindustrie. Diese profitierte von der steigenden internationalen Aufmerksamkeit, die das Land infolge seiner kulturellen Besonderheit, seiner klimatischen Extremsituation und neuerdings durch den massiven Klimawandel erfuhr.

## Dänische Kolonialzeit
Ein erster kurzer Stummfilm mit Bezug zu Grönland entstand schon 1897. Damals drehte der Fotograf Peter Elfelt in Dänemark Kørsel med Grønlandske Hunde („Fahrt mit grönländischen Schlitthunden“), wo man den grönländischen Inspektor Johan Carl Joensen eine Minute lang beim Hundeschlittenfahren sieht. Dies war vermutlich auch der erste dänische Filme überhaupt. Als erster dänischer Ethnologe und Eskimologe machte William Thalbitzer 1906 und 1914 Filmaufnahmen in Grönland.
Klischeehaft zeichnete der deutsch-dänische Film Das Eskimobaby (1916) von Walter Schmidthäusler das Leben der Grönländer mit der als Inuk verkleideten Hauptdarstellerin Asta Nielsen.
Von 1918 bis in die 1940er Jahre wurden unter dänischer Verwaltung zahlreiche kurze Reisedokumentationen und Expeditionsfilme gedreht (meist Stummfilme, alle in schwarz/weiß). 1933 entstand während Knud Rasmussens 7. Thule-Expedition der Film Palos Brudefærd („Palos Brautfahrt“) unter der Regie von Friedrich Dalsheim, eine Mischung aus ethnographischem und Spielfilm, der allerdings ebenfalls das Klischee vom unschuldigen Naturmenschen bediente. Der Film, der in Angmassalik gedreht wurde, handelt von den Sängern Palo und Samo, die beide um die schöne Navarana werben. Deren Bruder verlangt, dass der Konflikt durch einen traditionellen Gesangswettbewerb gelöst wird. Im Laufe des Kampfes verletzt Samo seinen überlegenen Rivalen mit einem Messer. Von einem Schamanen geheilt, begibt sich Palo auf eine gefährliche Kajaktour, um seine Geliebte zu finden. Für die Dreharbeiten trommelte Rasmussen etwa die Hälfte der damals nur 800 Bewohner der Region zusammen. Der Film wurde in einer ehemaligen Missionsstation in eingefrorenem Zustand wiederentdeckt und 2016 von der Universitätsbibliothek Oldenburg restauriert.
Der erste in Grönland gedrehte Tonfilm (in norwegischer Sprache) war der dänisch-norwegische Film Eskimo (1930) von George Schnéevoigt. Er ist nicht zu verwechseln mit dem MGM-Film Eskimo, der 1933 mit einheimischen Darstellern in Alaska gedreht wurde. 1940 entstand mit Inuit der erste ethnographische Farbfilm in Grönland von 71 Minuten Länge, gedreht von der dänischen Fotografin Jette Bang.
In der Frühzeit des Kalten Kriegs rückte Grönland ins Zentrum geopolitischer Auseinandersetzung der Großmächte, die das Interesse an der indigenen Kultur vollständig überdeckte. Dänische Regisseure setzten aus stark eurozentrischer Sicht die Sehnsucht von Europäern nach der unberührten und gesunden Natur Grönlands in Szene, so Qivitoq – Fjeldgængeren („Qivittoq – Der in die Berge geht“, 1956) von Erik Balling und Tukuma (etwa: „Der immer in Eile ist“) (1984) von Palle Kjærulff-Schmidt. Ballings Film schwankt zwischen Melodram und Dokumentation. Er warb zudem für die „sanfte“ dänische Kolonialverwaltung, was kritisiert wurde. Kjærulff-Schmidts Tukuma, an dessen Drehbuch Klaus Rifbjerg und der Grönländer Josef Motzfeldt mitwirkten, stellt die die Suche eines Dänen nach seinem in Grönland vermissten Bruder, einem Bergsteiger, dar; hier wird der grönländischen Natur ein heilender Einfluss auf den von Zweifeln geplagten Europäer zugeschrieben.

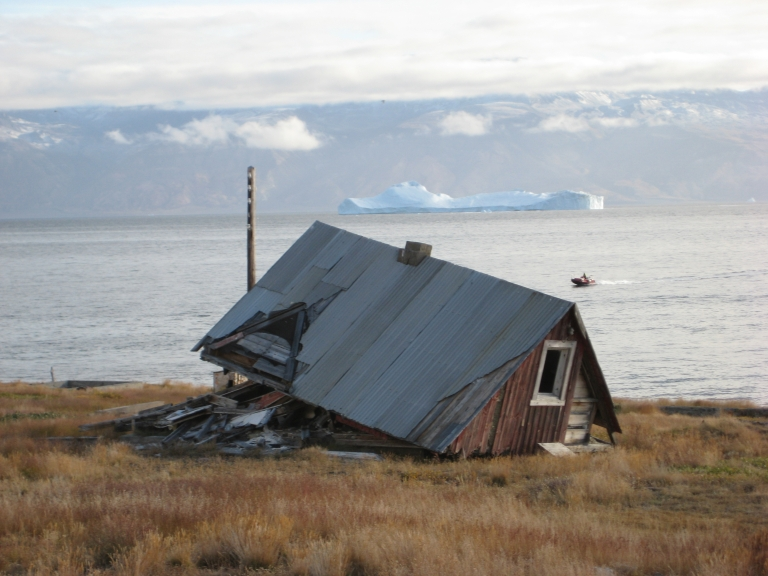
Haus in Qullissat (2008, 36 Jahre nach Aufgabe der Siedlung)

In den 1960er und 1970er Jahren nahmen die Unabhängigkeitsbestrebungen zu; in der Folge wurden einige kritische politische Filme gedreht. Der halbstündige Dokumentarfilm Sisimiut (1966) von Jørgen Roos (1922–1998) spielt im gleichnamigen Ort und handelt vom Interessen- und Kulturkonflikt zwischen der europäischen Fischfangindustrie und einheimischen Jägern. Da myndighederne sagde stop („Als die Behörden Stop sagten“, 1972) ist ein Dokumentarfilm einer Paneldiskussion mit dem grönländischen Dichter, Essayisten, Filmemacher und Politiker Aqqaluk Lynge über die umstrittene Aufgabe des Kohlebergwerks in Qullissat. Die Stadt wurde wegen mangelnder Rentabilität des Bergbaus zwangsweise entsiedelt. Regie führte der dänische Künstler Per Kirkeby. Lynges gesamtes Werk kreist um die Folgen des dänischen Kolonialismus.
Der Maler und Buchillustrator Jens Rosing produzierte in den 1960er und 1970er Jahren mehrere Kurzfilme (Umialik 1967 über das letzte Frauenboot in Grönland, Tasiussaq 1969 und andere). Eher werblicher Natur war der Film Narsaq – Ung by i Grönland („Narsaq – junge Stadt in Grönland“, 1979) des Dänen Claus Hermansen, der von der Stadtverwaltung in Auftrag gegeben wurde.

## Beginn einer eigenständigen Filmproduktion seit der Autonomie 1979 bis 2009
Für die Entwicklung des grönländischen Films war die Gründung des grönländischen Fernsehens Kalaallit Nunaata Radioa (KNR) im Jahr 1982 wichtig. 1994 veröffentlichte der lettisch-grönländische Autor, Fotograf und Produzent Ivars Sīlis die Filmdokumentation Vor enestående tid („Unsere einzigartige Zeit“) über den Klimawandel und thematisierte damit ein Phänomen, das das Interesse für Grönland in der Folgezeit steigen ließ. So drehte Aqqaluk Lynge 2008 während eines Aufenthalts am Institute of Arctic Studies des Dartmouth College in den USA zu diesem Thema den Dokumentarfilm Arctic warming at the tipping point: An Inuit voice.
Obwohl eine dänische Produktion unter dem Regisseur Jacob Grønlykke, war Lysets hjerte („Herz des Lichts“, 1988) der erste Film mit einem von dem Grönländer Hans Anthon Lynge geschriebenen Drehbuch und grönländischen Hauptdarstellern, vor allem mit dem populären Rasmus Lyberth. Er wird daher oft als erster grönländischer Spielfilm genannt. Der Film behandelt den Konflikt zwischen Tradition und Moderne und den weithin verbreiteten Alkoholismus.
Erst 1997 entstand das erste Kino Katuaq in der Hauptstadt Nuuk. Die bescheidenen Budgets zwangen grönländische Produzenten dazu, zunächst Kurzfilme zu produzieren. Dazu gehören Eskimo Weekend (2000) über die Band Chilly Friday, bei deren Mitgliedern Freundschaft in Eifersucht umschlägt, und der satirische Kurzfilm Sooq Akersuuttugut („Warum wir kämpfen“, 2004), beide von Inuk Silis-Høegh, dem Sohn von Ivars Sīlis und Aka Høegh, sowie unter anderem die Zeichentrickfilme Nanoq (2000) und Ballerina (2003) von Kunuk Platou (* 1964) und Inuk City Woman Blues (2002) von Laila Hansen (* 1966). Einige dieser Kurzfilme sind mit englischen Untertiteln auf DVD erhältlich.
Der erste vollständig von Grönländern gedrehte Spielfilm wurde aber Nuummioq (2009), ein Liebesfilm mit Lars Rosing und Julie Berthelsen, in dem gezeigt wird, wie ein junger Einwohner Nuuks mit einer Krebsdiagnose umgeht, nachdem er die Frau seines Lebens kennengelernt hat. Regie führten Otto Rosing und Torben Bech. Der Film war ein großer Erfolg in Grönland und wurde 2010 auf dem Sundance Film Festival in Park City (Utah) vorgestellt.

## Gegenwart
Seit 2009 entsteht in Grönland etwa ein Spielfilm pro Jahr, was eine beachtliche Zahl angesichts von eta 56.000 Einwohnern ist. 2012 wurde film.gl als Organisation und Webportal der grönländischen Filmemacher gegründet. Geworben wird dort sowohl für Koproduktionen als auch dafür, dass ausländische Filme vor der grönländischen Eiskulisse gedreht werden. Aufgrund des begrenzten grönländisch-dänischen Marktes arbeiten grönländische Regisseure zunehmend mit nichtdänischen ausländischen Filmemachern zusammen, während sie selbst oft in mehreren Medien (z. B. auch als Musiker) präsent sind.
Die in Dänemark geborene Aka Hansen (* 1987) gründete gemeinsam mit Malik Kleist, der zuvor für das Fernsehen gearbeitet hatte, die Produktionsgesellschaft Tumit. Diese brachte 2011 ihre ersten Komödie Hinnarik Sinnattunilu („Hendrik und sein Traum“) heraus. Regisseur und Hauptdarsteller war Angajo Lennert-Sandgreen. Hansen wirkte auch an einer in Grönland spielenden Science-Fiction-Serie für das Internet mit (Polar, 2017).
Einer der wichtigsten neueren Filme ist der französisch-grönländische Film Inuk (2010), der zahlreiche Preise für Regie, Schnitt und Kameraführung zahlreiche Preise erhielt. Im Mittelpunkt des Abenteuerfilms des amerikanischen, in Europa lebenden Regisseurs Mike Magidson (* 1967), an dessen Drehbuch Ole Jørgen Hammeken und der Anthropologe Jean-Michel Huctin mitwirkten, steht ein 16-jähriger Junge aus Nuuk, der davon träumt, eine Inuit-Rockband zu gründen, aber von seiner alkoholsüchtigen Mutter vernachlässigt wird und in den Norden zu den Robbenjägern, also zu seinen kulturellen Wurzeln zieht. Auf dieser Jagdreise gerät er in Lebensgefahr. Produzentin war die auf den Färöern geborene Ann Andreasen, die das nördlichste Kinderheim der Welt in Uummannaq leitet.
Ebenfalls aus dem Jahr 2010 stammt das von Louise Friedberg produzierte, unter der Regie von Ellen Hillingsø gedrehte Drama Eksperimentet. Es knüpft an einen Vorgang aus dem Jahr 1952 an, als eine Gruppe von 16 jungen Grönländern nach Dänemark gebracht wurde, um dort entsprechend der dänischen Kultur umerzogen zu werden. Einige der Kinder wurden später wieder nach Grönland geschickt und lebten dort in einem Kinderheim. Sie sollten als Vorbilder für die Modernisierung der nach dem Weltkrieg zerrütteten grönländischen Gesellschaft dienen, hatten aber ihre Sprache verlernt und waren stark traumatisiert.
Malik Kleist schrieb das Drehbuch und führte Regie bei der Produktion des ersten grönländischen Horrorfilms Qaqqat Alanngui („Die Schattenseiten der Berge“; 2011), wobei er mit Laiendarstellern arbeitete. Inuk Silis-Høegh drehte gemeinsam mit dem grönländischen Produzenten Emile Hertling Péronard 2014 den hochpolitischen Musikfilm Sume – mumisitsinerup nipaa (dän. Sume – lyden af en revolution, engl. Sumé: the sound of a revolution) über die Rolle der ersten grönländischen Rockband Sumé („Wo?“) im Entkolonialisierungsprozess, der von Aufständen in Europa und durch die Erfahrungen grönländischer Studierender in Dänemark befördert wurde, wie der Politiker und Schriftsteller Aqqaluk Lynge im Film berichtet. Dieser Film wurde 2015 auf der Berlinale und auf über 80 weiteren Festivals gezeigt. Auch Aka Hansens Kurzfilm NATIVe – Half&half von 2014 über Probleme einer gemischten dänisch-grönländischen Identität wurde auf der Berlinale 2017 vorgestellt. 
Neuere grönländische Dokumentarfilme – meist mit internationaler Beteiligung – sind Nothing on Earth (2013) von Michael Angus und Translations (2017) von Tinne Zenner und Call of the Ice (2016) des gebürtigen Amerikaners Mike Magidson über seine Versuche, als Jäger zu überleben. ThuleTuvalu von Matthias von Gunten zeigt die Folgen der Erderwärmung anhand zweier unterschiedlicher Regionen der Welt im Pazifik und im nördlichen Eismeer. Der norwegische Dokumentarfilm Winter's Yearning (2019) von Sidse Torstholm Larsen und Sturla Pilskog handelt von den engen Beziehungen eines amerikanischen Aluminiumkonzerns und der grönländischen Stadt Maniitsoq. Dabei stehen die wirtschaftlichen Herausforderungen und persönlichen Entscheidungen im Vordergrund. Der dänisch-britische Dokumentarfilm Grönland: Ein Dorf am Ende der Welt (2012) von Sarah Gavron und David Katznelson handelt von einem Teenager in Niaqornat, wo man noch ausschließlich von den traditionellen Formen des Fischens und Jagens lebt. Die Bewohner bemühen sich um den genossenschaftlichen Kauf und Betrieb einer Fischfabrik, um ihre Lebensgrundlagen unter den Bedingungen des Klimawandels zu sichern. Die dänische Produktion Eskimo Diva von 2015 über die Rundfahrt einer Dragqueen durch abgelegene Fischerdörfer nutzt groteske und komische Aspekte des Kulturkonflikts.
Lasse Lau ist ein dänischer Regisseur; sein preisgekrönter poetischer Film Lykkelænder („Happy End“, 2016; Untertitel: „Der Rabe und die Möwe“) stellt das vielfältige Abhängigkeitsverhältnis Grönlands von Dänemark und sein Wiedererwachen. Er wurde in beiden Ländern gedreht. Der Rabe steht als Symbol für die schwarzen Talare der protestantischen dänischen Missionare, die Möwe für Grönland.
Der mehrfach ausgezeichnete Nachwuchsregisseur Marc Fussing Rosbach (* 1995) produziert seine Spielfilme und Kurzfilme fast komplett selbst und kommt auch für die visuellen Effekte ohne Stab aus. Sein Horrorkurzfilm Imajuik spielt im Jahr 2060. Der junge Imajuik ist die letzte lebende Person in Nuuk, das wegen der Explosion in einer nahegelegenen Uranmine von den Einwohnern verlassen wurde, aber er entdeckt plötzlich eine neue Lebensform. 
2022 wurde die dänisch-isländische Koproduktion Against the Ice für Netflix teilweise in Grönland gedreht. Der Film handelt von der dänischen Grönlandexpedition 1909–1912, die nach einer anderen verschollenen Expedition suchte. Diese sollte den Nachweis führen, dass Grönland eine zusammenhängende Landmasse darstellt, denn nach der (umstrittenen) Erreichung des Nordpols durch Robert Edwin Peary im Jahr 1909 planten die USA, Grönland entlang des (nicht vorhandenen) Peary-Kanals in zwei Teile zu teilen und den Nordosten zu annektieren. Dass Grönland immer wieder neue Begehrlichkeiten weckt, zeigt auch die schwedisch-isländisch-grönländischen Serie Thin Ice (2020), die zuerst in Schweden ausgestrahlt wurde. Dabei geht es um das Verbot der Ölförderung in der Arktis.
Durch die Klimaveränderungen rückt Grönland mit seinen komplexen Lebens- und Überlebensformen, die sich in den Städten des Südens jedoch schon denen in Skandinavien angleichen, stärker ins Rampenlicht, während die kolonialen Erinnerungen und Traumata langsam verblassen. Die Entwicklung einer kleinen aber lebendigen Filmszene zeigt, dass sich Grönland heute nicht mehr durch Dänemark definiert. Auch die Möglichkeit und die Folgen einer vollständigen Unabhängigkeit von Dänemark werden in den Filmen thematisiert.

## Festivals
2012 fand erstmals das Filmfestival Greenland Eyes in Berlin statt. Kuratiert wurde es von Ivalo Frank, in Nuuk geborene Tochter dänischer Eltern, die Kurz- und Dokumentarfilme über Grönland und andere postkoloniale Konfliktregionen dreht. 2014/15 tourte das Festival in anderen nordischen Ländern, in den USA und Griechenland. 2017 wurde ein internationales arktisches Filmfestival in Nuuk ins Leben gerufen, das in jedem Sommer stattfindet. 2020 wurde es für Beiträge aus aller Welt geöffnet.